# نيل موراي
نيل موراي (بالإنجليزية: Neil Murray)‏ (21 فبراير 1973 في المملكة المتحدة - ) هو لاعب كرة قدم بريطاني في مركز الوسط. شارك مع منتخب اسكتلندا تحت 21 سنة لكرة القدم. أما مع النوادي، فقد لعب مع دندي يونايتد وغريمسبي تاون وماينتس 05 ونادي رينجرز ونادي سيون ونادي فالكيرك ونادي لوريان ونادي آير يونايتد.

## وصلات خارجية
- نيل موراي على موقع قاعدة بيانات كرة القدم.إي يو (الإنجليزية)
- نيل موراي على موقع Soccerbase.com (لاعب) (الإنجليزية)